# Луций Юний Квинт Вибий Крисп
Луций Юний Квинт Вибий Крисп (на латински: Lucius Iunius Quintus Vibius Crispus) е политик на Римската империя през 1 век.

## Биография
Фамилията му произлиза от Верцелае. През 61 г. вероятно е суфектконсул, след това curator aquarum и проконсул на провинция Африка. През 72/73 г. по времето на император Веспасиан става легат Augusti pro praetore в Тараконска Испания. През 74 г. той е за втори път суфектконсул. Колега му е Тиберий Плавций Силван Елиан. През 83 г. е за трети път суфектконсул.